# 武鄉郡
武鄉郡，中国十六国南北朝时设置的郡。
- 后赵赵王三年（321年）石勒在故乡分上党郡、乐平郡二郡置武鄉郡，治所在武鄉县（今山西省榆社县西北17.5公里社城镇）。下辖武鄉县、沾县、涅县、长城县。辖境约当今山西省武乡县、和顺县、左权县、沁县、襄垣县、榆社县等县地。属并州。前燕废除，北魏复置，延和二年（433年）改为乡郡。太和十五年（491年）后，在今武乡县东五公里故县乡。隋文帝开皇三年（583年）郡废，属县入潞州。
- 北魏孝昌二年（526年）置武鄉郡，属华州。治所武乡县（今陕西省大荔县西南1000米）。领武乡、南五泉、合阳、夏阳四县。辖境相当今陕西省大荔县、合阳县一带。西魏、北周属同州。西魏迁到今大荔县城，领武乡、朝邑、合阳三县。北周时领武乡、朝邑二县。隋文帝开皇三年（583年）废，属县入同州。